# Достоверность заявлений Дональда Трампа

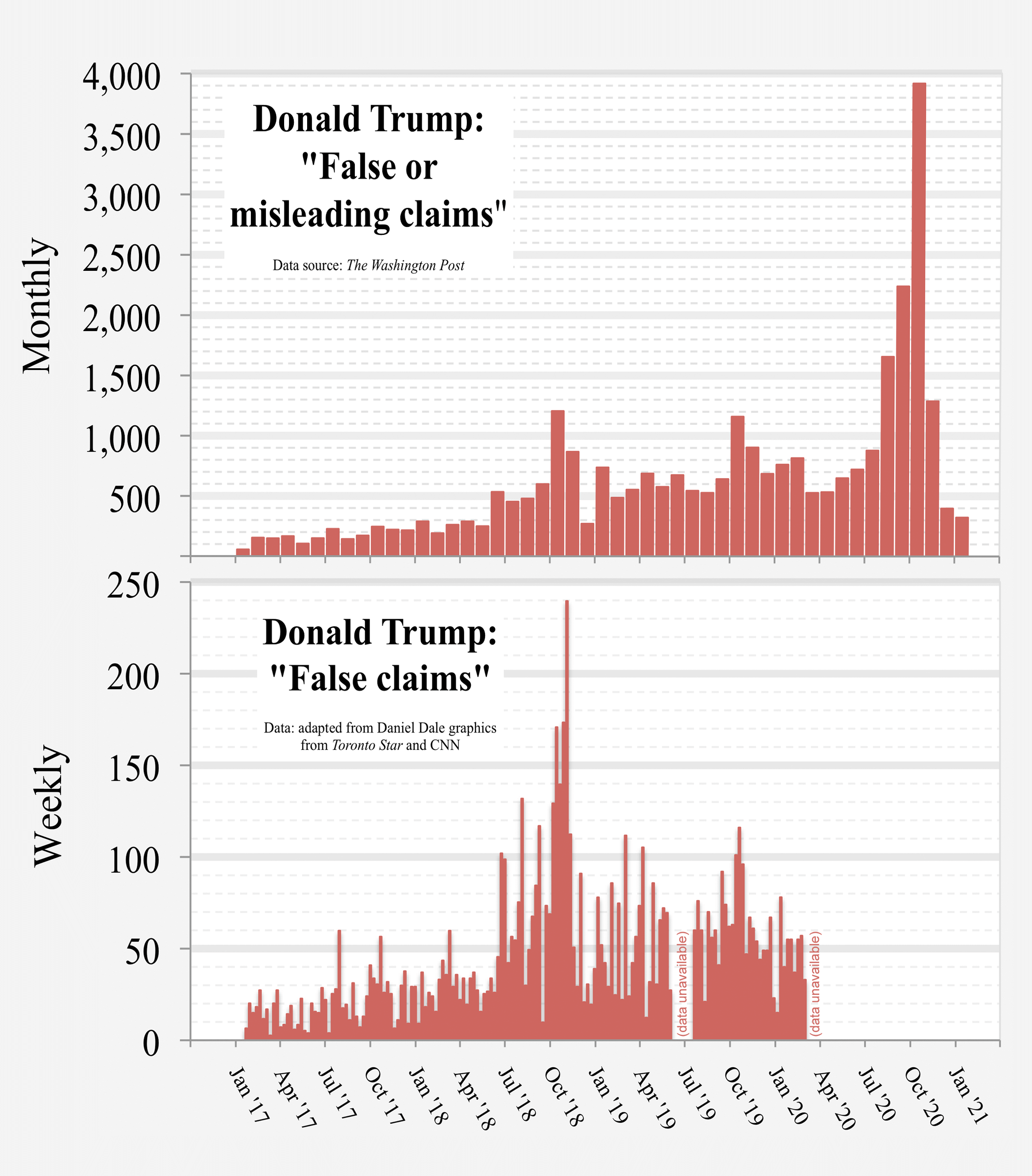
Специалисты по проверке фактов из The Washington Post (вверху, ежемесячно), Торонто стар и CNN (внизу, еженедельно) собрали данные о «ложных или вводящих в заблуждение заявлениях» и «ложных заявлениях» соответственно. Пики в конце 2018 года соответствуют промежуточным выборам, в конце 2019 года — требованиям об импичменте Трампа, а в конце 2020 года — президентским выборам. The Post сообщила о 29508 ложных или вводящих в заблуждение заявлениях за 1386 дней, в среднем более 21,25 в день.

Достоверность заявлений Дональда Трампа является крайне низкой. Так, за время своего первого президентского срока Дональд Трамп сделал десятки тысяч ложных или вводящих в заблуждение заявлений; 30573, согласно одному из отчётов. Комментаторы и специалисты по проверке фактов охарактеризовали это как нечто «беспрецедентное» в американской политике; постоянство лжи Трампа стало отличительной особенностью его деловой и политической деятельности. Известно, что Трамп делал противоречивые заявления и впоследствии отрицал это, и к июню 2019 года многие новостные организации начали называть некоторые его ложные заявления ложью. Газета The Washington Post сообщила, что Трамп настолько часто повторял ложные заявления, что это равносильно кампании, основанной на дезинформации. К 5 ноября 2020 года база данных The Washington Post Fact Checker насчитала 29508 ложных или вводящих в заблуждение заявлений.

## Деловая карьера
Через несколько лет после того, как в начале 1970-х Трамп расширил бизнес своего отца по развитию недвижимости на Манхэттен, он привлёк внимание The New York Times своим дерзким и неоднозначным стилем, и в 1976 году один финансист, занимающийся недвижимостью, заметил: «Его сделки драматичны, но они не воплощаются в реальность. До сих пор главным бенефициаром его творчества был его публичный имидж». Дер Скатт, выдающийся архитектор, спроектировавший Башню Трампа, сказал о Трампе в 1976 году: «Он очень агрессивен, когда продает, может даже до точки перепродажи. Он скажет, что конференц-центр самый большой в мире, хотя на самом деле это не так. Он будет преувеличивать, чтобы продать».
В 1984 году архитектор Филип Джонсон сказал, что Трамп часто лгал, добавив: «Но это явный избыток, преувеличение. Это никогда не касается ничего важного».
В 2018 году журналист Джонатан Гринберг опубликовал аудиозаписи 1984 года, в которых Трамп, представившись своим собственным представителем Джоном Бэрроном, сделал ложные заявления о своем богатстве, чтобы обеспечить более высокий рейтинг в списке богатых американцев Forbes 400, в том числе утверждал, что ему принадлежит более 90 процентов бизнеса его семьи.
В профиле Трампа на сайте журнала GQ за 1984 год было процитировано его заявление о том, что он владеет целым кварталом Южного Центрального парка и Авеню Америк. GQ отметил, что два здания, которыми владел Трамп в этом районе, вероятно, были меньше одной шестой части площади квартала.
В интервью журналу Golf Magazine в 2005 году Трамп сказал, что он смог купить резиденцию Мар-а-Лаго в 1985 году, сначала купив пляж перед ней, а затем объявив о ложных планах строительства больших домов между Мар-а-Лаго и океаном.
Алер Таунсенд, бывший директор по бюджету и заместитель мэра Нью-Йорка в 1980-х годах, а также бывший издатель Crain's New York Business, сказал: «Я бы не поверил Дональду Трампу, [даже] если бы его язык был нотариально заверен». Позже Леона Хелмсли использовала эту фразу когда говорила о Трампе в интервью журналу Playboy в ноябре 1990 года.
Когда в октябре 1987 года фондовый рынок рухнул, Трамп заявил прессе, что за месяц до этого продал все свои акции и не понёс убытков. Но документы SEC показали, что он все ещё владел крупными пакетами акций некоторых компаний. Forbes подсчитал, что Трамп потерял 19 миллионов долларов только на его холдингах Resorts International.
Оспаривая оценки собственного капитала, которые он считал заниженными, в 1989 году Трамп заявил, что его долг очень маленький. Reuters сообщило, что Трамп задолжал 4 миллиарда долларов более чем 70 банкам в начале 1990 года.
После того, как в 1989 году в авиакатастрофе погибли три руководителя казино Трампа, Трамп заявил, что он тоже чуть не сел в вертолет. Это заявление было опровергнуто 30 годами позже бывшим вице-президентом Trump Organization.
В 1997 году банкир Бен Берзин-младший, которому было поручено вернуть хотя бы часть из 100 миллионов долларов, которые его банк дал в долг Трампу, сказал: «Всё время, пока я имел дело с г-ном Трампом, я постоянно удивлялся его мастерству ситуативной этики. Похоже, он не может отличить факты от вымысла».
Дэвид Фарентхолд исследовал утверждения Трампа о его благотворительных пожертвованиях и практически не нашел доказательств того, что утверждения верны. После отчёта Фарентхолда генеральный прокурор Нью-Йорка начал расследование практики сбора средств Фондом Дональда Дж. Трампа и в конечном итоге составил «уведомление о нарушении», предписывающее Фонду прекратить сбор денег в Нью-Йорке. Фонду пришлось признать, что он злоупотреблял своим положением в интересах Трампа, его семьи и бизнеса. Фарентхолд получил Пулитцеровскую премию в области национальной отчётности в 2017 году за освещение заявленных Трампом благотворительных пожертвований и за «сомнения в утверждениях Дональда Трампа о щедрости по отношению к благотворительным организациям».
В 1996 году Трамп утверждал, что поставил 1 миллион долларов с коэффициентом 20 к 1 в боксерском поединке за титул чемпиона в супертяжелом весе в Лас-Вегасе между Эвандером Холифилдом и Майком Тайсоном . Газета Las Vegas Sun сообщила, что, «хотя все стараются не называть Трампа лжецом», никто, кто мог знать о такой крупной ставке, не знал о ней.
В статье New York Observer 1998 года, озаглавленной «Хитрый Дональд Трамп побеждает Джерри Надлера в политической игре», сообщалось, что «Надлер категорически называет г-на Трампа «лжецом»,—цитируя,—«Трамп получил 6 миллионов долларов [федеральными деньгами] глубокой ночью, когда никто ничего не знал об этом,» вставив резерв в 200 миллиардов долларов в федеральный план транспортных расходов.
Рекламируя свой Университет Трампа после его создания в 2004 году, Трамп утверждал, что он сам отберёт всех преподавателей. Майкл Секстон, бывший президент предприятия, заявил в показаниях 2012 года, что Трамп не участвовал в отборе преподавателей.
В 2004 году в книге «Игры имеют значение: лучшие и самые яркие в Америке по силе спорта» Трамп утверждал, что добился «выигрышного хоумрана» в бейсболе, когда в 1964 году против его школы играла средняя школа Корнуолла, получив заголовок «TRUMP HOMERS TO WIN THE GAME» в местной газете. Спустя годы журналист обнаружил, что против старшей школы Трампа в том году не играла школа Корнуолл, и никакой такой заголовок не появлялся. Более того, одноклассник Трампа вспомнил инцидент в старшей школе, в котором Трамп совершил ошибку во время игры, «ударил по мячу, который неверно был разыгран» и отправив его чуть выше головы третьего бейсмена (англ. baseman)», но Трамп позже поспорил с ним: «Я хочу, чтобы ты запомнил это: Я выбил мяч за пределы стадиона!» Событие произошло на тренировочном поле (англ. practice field), а не на стадионе (англ. ballpark).
Трамп часто появлялся в таблоидных газетах Нью-Йорка. Вспоминая свою карьеру с New York Post ' Page Six, Сьюзани Малкахи сказала журналу Vanity Fair в 2004 году, «я писала о нём определенную часть материала, но на самом деле я бы предпочла сидеть сложа руки и поражаться тем, как часто люди пишут о нём так легковерно. Он был замечательным персонажем, но в 90% случаев он был полон дерьма». Позже Трамп сказал журналу: «Я согласен с ней на 100%»)
Во время дачи показаний по иску о диффамации, который Трамп инициировал в 2005 году, он сказал: «Стоимость моих чистых активов колеблется, и она растет и падает в зависимости от рынков, отношения и чувств, даже моих собственных чувств ... и это может быстро меняться день ото дня.»
Барбара Рес, бывший исполнительный вице-президент Trump Organization, работавшая на Трампа с 1978 по 1998 год, сказала, что «он рассказывал персоналу свою нелепую ложь, и через некоторое время все перестали ему верить».
В 2009 году после покупки Национального гольф-клуба Трампа, Трамп установил памятник «Кровавая река» между 14-й лункой и 15-й мишенью с мемориальной доской с описанием крови жертв Гражданской войны, которая окрасила эту реку в красный цвет. На этом месте никогда не происходило подобных событий.

## Книга "Трамп: Искусство заключать сделки"
Тони Шварц — журналист, написавший книгу "Трамп: Искусство заключать сделки". В июле 2016 года Джейн Майер взяла интервью у Шварца для двух статей в The New Yorker. В них он крайне негативно описал Трампа, баллотировавшегося в то время в президенты, и сказал, что он сожалеет о написании книги "Искусство заключать сделки". Когда Шварц писал книгу, он придумал фразу «правдивая гипербола» в качестве «хитрого эвфемизма», чтобы описать «слабую связь Трампа с правдой».  В книге есть введение, написанное от лица Трампа: «Я играю на фантазии людей. <...> Люди хотят верить в то, что что-то является самым большим, величайшим и самым впечатляющим. Я называю это правдивой гиперболой. Это невинная форма преувеличения — и это очень эффективная форма продвижения». Тони Шварц, реальный автор книги и этой цитаты, сказал, что Трампу «понравилась эта фраза».
Шварц сказал, что «обман» никогда не бывает «невинным». Он добавил: «Правдивая гипербола» — это терминологическое противоречие. Это способ сказать: «Это ложь, но кого это волнует?» Шварц повторил свою критику в Доброе утро, Америка и В реальном времени с Биллом Махером, сказав, что он «нанёс губную помаду на свинью».
Опасаясь, что антинемецкие настроения во время и после Второй мировой войны негативно повлияют на его бизнес, отец Дональда Трампа, Фред Трамп, начал утверждать, что он имеет шведское происхождение. Ложь была повторена Дональдом Трампом в прессе и в книге «Искусство заключать сделки», где он утверждал, что его дед, Фридрих Трамп, «приехал сюда из Швеции, будучи ребёнком». В той же книге Дональд Трамп также сказал, что его отец родился в Нью-Джерси. Позже Трамп сказал: «Мой отец немец. Правильно? Был немцем. И родился в очень прекрасном месте в Германии, и поэтому я испытываю большие чувства к Германии». Отец Трампа родился в Бронксе, штат Нью-Йорк.

## Президентская кампания 2016 года
Трамп продвигал ряд теорий заговора, которым не хватало содержания. К ним относятся теории заговора 2011 года о гражданстве Барака Обамы. Эти теории, известные как «родовые», утверждают, что Барак Обама родился не в Соединенных Штатах. В 2011 году Трамп взял на себя ответственность за то, что подтолкнул Белый дом к выдаче «развёрнутого» свидетельства о рождении Обамы, высказав при этом сомнения в его легитимности, а в 2016 году он всё-таки признал, что Обама был законным гражданином Гавайев, США. Позже он ложно заявил, что эти теории заговора были запущены Хиллари Клинтон.
Через шесть месяцев после объявления Трампа о его президентской кампании сайт, занимающийся проверкой фактов, FactCheck.org, назвал Трампа «Королём Лжецов» (англ. King of Whoppers), заявив: «За 12 лет существования FactCheck.org мы ни разу не видели, чтобы он говорил правду. Он выделяется не только огромным количеством фактически ложных утверждений, но и своим наглым отказом признавать ошибки, когда факт лжи доказан.»
В 2016 году Трамп выдвинул теорию о том, что отец политика Теда Круза был причастен к убийству Джона Ф. Кеннеди. Он также утверждал, что проиграл всенародное голосование на выборах 2016 года только из-за «миллионов» нелегальных избирателей.
Во время своей кампании Трамп утверждал, что его отец, Фред Трамп, дал ему «небольшую ссуду в миллион долларов», которую он использовал для создания «компании стоимостью более 10 миллиардов долларов», отрицая слова сенатора Марко Рубио о том, что он унаследовал 200 миллионов долларов от своего отца. В октябре 2018 года, в опубликованном в New York Times разоблачении финансов Фреда и Дональда Трампа, делается вывод, что Дональд «стал миллионером к 8 годам» и что за свою жизнь он получил 413 миллионов долларов (с поправкой на инфляцию) от бизнес-империи своего отца, в том числе более 60 миллионов (140 млн долларов США в валюте 2018 года) в виде займов, которые в основном не были возмещены.
Трамп неоднократно заявлял во время предвыборной кампании в 2015 году, что фактический уровень безработицы около 5% «не отражает [реальности] ... Я видел 24%, я видел 42% безработных». Организация по проверке фактов, PolitiFact, назвала это заявление «Pants on Fire»—самая вопиющая ложь. Джереми Адам Смит, писатель журнала Greater Good Magazine, сказал, что ложь Трампа может быть «чистой ложью», которая «рассказывается от имени группы и может фактически укрепить связи между членами этой группы». В результате, как он утверждал, нечестность Трампа не приводит к тому, что он теряет поддержку своей политической базы, даже если она «приводит в ярость и смущает почти всех остальных».
В ноябре 2015 года Эндрю Качински из BuzzFeed News сообщил, что Трамп, несмотря на то, что он утверждал, что у него самая лучшая память в мире, на самом деле часто забывает людей и организации, когда ему это выгодно. В июле 2016 года Линда Цю из PolitiFact также указала, что, несмотря на хвастовство Трампа своей памятью, у него «похоже, начались приступы амнезии, когда дело касается его собственных заявлений». И Качински, и Цю привели примеры заявлений Трампа о том, что он ничего не знает о бывшем лидере Ку-клукс-клана Дэвиде Дьюке, несмотря на прошлые заявления, показывающие, что он чётко знал, кто такой Дьюк.

### Стена на границе с Мексикой
На протяжении своей кампании и в период своего президентства, Трамп неоднократно заявлял, что он «построит стену и заставит Мексику заплатить за нее». Президент Мексики Энрике Пенья Ньето заявил, что его страна не будет платить за стену, и на сегодняшний день Мексика всё ещё не заплатила за нее. Хотя это является обычным делом, когда предвыборные обещания не срабатывают, настойчивое требование Трампа о том, что Мексика заплатит за это, было центральным элементом его кампании и продолжалось в течение многих лет после этого. На Конференции консервативных политических действий в феврале 2020 года Трамп снова подтвердил, что Мексика будет платить за стену. «Мексика заплатит за это, за всё это—и это лучше, чем стена, которая была спроектирована».

## Президентство

### Проверка заявлений Трампа
Заявления Трампа на посту президента спровоцировали большое количество проверок. Исследователь Тони Берман написал: «Ложь и искажения, высказываемые Трампом и его высокопоставленными должностными лицами, особенно возбуждают журналистов и вызывают критику, что приводит к растущей известности «проверок фактов» и  журналистских расследований». Как утверждает лауреат Пулитцеровской премии, журналист Эшли Паркер, ситуация ухудшается: «Кажется, президент Трамп говорит всё больше и больше неправды».
Журналист Гленн Кесслер сказал в 2017 году, что в его работе в качестве проверящего факты для The Washington Post сравнение между Трампом и другими политиками было неуместным. Кесслер давал худшую оценку Трампу - в 63–65 процентах случаев и только в 15–20 процентах другим политикам. Кесслер написал, что Трамп был политиком, который чаще других нуждался в проверке, и посетовал на то, что «скорость и объём искажений президента означают, что мы не можем угнаться за ними».
В декабре 2018 года служба проверки фактов The Washington Post создала новую категорию для оценки лжи — «Бездонный Пиноккио» (англ. Bottomless Pinocchio), для ситуаций, когда ложь повторяется не менее двадцати раз (настолько часто, что «не может быть никаких сомнений в том, что политик знает, что его или её факты неверны»). Трамп был единственным политиком, который соответствовал стандарту этой категории, и сразу же 14 его заявлений были отнесены к ней. По данным The Washington Post, Трамп столько раз повторял ложь, что фактически занимался дезинформацией.
Гленн Кесслер писал:
Президент долго продолжает стоять на своём после того, как факты становятся ясными, что, по всей видимости, является преднамеренной попыткой заменить правду своей собственной, гораздо более выгодной версией. Он не просто делает оплошности или искажает информацию, он намеренно вводит ложную информацию в общенациональный разговор.
Профессор Роберт Прентис резюмировал взгляды многих проверяющих факты:
Проблема вот в чём: как отмечал в августе проверяющий факты Гленн Кесслер, в то время как Клинтон лжет столько же, сколько и обычный политик, ложь президента Дональда Трампа «зашкаливает». Ни один видный политический деятель на моей памяти не превзошел Трампа в его эффектной, вопиющей и легко опровергаемой лжи. Заявление о гражданстве Обамы. Заявление о фальсификации голосования. Заявление о присутствии на инаугурации. И так далее, и так далее. Каждый проверяющий факты – Кесслер, Factcheck.org, Snopes.com, PolitiFact – обнаруживает уровень лжи, не имеющий себе равных ни у одного политика, когда-либо подвергавшегося тщательной проверке. Например, 70 процентов его предвыборных заявлений, проверенных PolitiFact, были в основном ложными, полностью ложными или экстраординарно ложными.
В конце 2018 года Кесслер представил краткую сводку увеличения количества ложных заявлений Трампа в течение года:
Трамп начал 2018 год такими же темпами, как и в прошлом году. В течение мая он в среднем произносил от 200 до 250 ложных заявлений в месяц. Но этот показатель внезапно резко вырос в июне, когда он превысил 500 ложных заявлений, поскольку он, казалось, перешел в режим [предвыборной] кампании. И в июле, и в августе он произнёс почти на 500 больше, почти 600 в сентябре, более 1200 в октябре и почти 900 в ноябре. В декабре Трамп вернулся к показателям в районе 200-от.
Несколько крупных сайтов, занимающихся проверкой фактов, регулярно проверяют заявления Трампа, в том числе:
- PolitiFact[англ.],[86] который наградил Трампа «Ложью года» в 2015,[87] 2017[88] и 2019 годах.[89]
- FactCheck.org[англ.],[90] который в 2015 году назвал Трампа «Королём Лжецов» (англ. King of Whoppers).[91]
- В январе 2020 года газета The Washington Post сообщила, что Трамп сделал более 16241 ложных или вводящих в заблуждение заявлений в качестве президента[92] в среднем около 14,8 таких заявлений в день.
- Газета Торонто стар заявила, что по состоянию на май 2019 года Трамп сделал почти 5000 ложных заявлений с момента своей инаугурации.[93]

Еще летом 2018 года средства массовой информации обсуждали, стоит ли использовать слово «ложь» для описания лжи Трампа. Однако к июню 2019 года многие новостные организации, включая CNN, Star Tribune , Financial Times , Los Angeles Times , Chicago Tribune , The New Yorker и Foreign Policy, начали называть некоторые ложные заявления Трампа ложью. Газета Toronto Sun была одним из первых СМИ, использовавших слово «ложь» для описания заявлений Трампа, и продолжает часто использовать это слово. Тем не менее, некоторые организации по-прежнему избегают этого термина. Гленн Кесслер, автор колонки The Washington Post "Fact Checker", использовал слово lie (рус. ложь) только однажды, чтобы описать заявления Трампа, хотя иногда он использовал другую терминологию, подразумевающую ложь.
По состоянию на 9 октября 2019 года, команда The Washington Post, занимающаяся проверкой фактов, задокументировала, что Трамп «сделал 13435 ложных или вводящих в заблуждение утверждения за 993 дня». 18 октября 2019 года информационный бюллетень Washington Post Fact Checker так описал ситуацию:
Тысяча дней Трампа.
Мы часто слышим от читателей, которые задаются вопросом, как склонность президента Трампа к лжи выделяется по сравнению с предыдущими президентами. Но тут нет сравнения: Трамп существует в своей собственной лиге. Обман, введение в заблуждение, газлайтинг, ревизионизм, абсурдное хвастовство и в некоторых случаях доказуемая ложь—вот основные составляющие его политики.

### Опрос доверия
Согласно опросу CNN-SSRS, проведенному в сентябре 2018 года среди 1003 респондентов, только 32% процентов сочли Трампа честным и заслуживающим доверия, что является худшим показателем в истории опросов CNN. В день выборов 8 ноября 2016 г. показатель был 33% В июне 2020 года опрос Gallup среди 1034 взрослых в Соединенных Штатах показал, что 36% считают Трампа честным и заслуживающим доверия. Для сравнения, 60% респондентов сочли президента Обаму честным и заслуживающим доверия в июне 2012 года во время его предвыборной кампании.

### Комментарии и анализ
В качестве президента Трамп часто делал ложные заявления в публичных выступлениях и замечаниях. По данным The New York Times, Трамп произнёс «по крайней мере одно ложное или вводящее в заблуждение заявление в день в течение 91 из первых 99 дней своего пребывания в должности», и всего 1318 за первые 263 дня своего пребывания в должности, по данным аналитической колонки The Washington Post «Fact Checker». По подсчётам Post, Трампу потребовался 601 день, чтобы достичь 5000 ложных или вводящих в заблуждение заявлений и еще 226 дней, чтобы добраться до отметки 10000. За семь недель до промежуточных выборов этот показатель вырос в среднем до 30 в день с 4,9 в течение первых 100 дней его пребывания в должности. The Post обнаружила, что в течение 2018 года Трамп в среднем делал 15 ложных заявлений в день.
Редакционная коллегия New York Times часто критиковала нечестность Трампа. В сентябре 2018 года коллегия назвала его «президентом, не имеющим чёткого отношения к правде». В следующем месяце коллегия опубликовала статью под названием «Дональд Трамп готовит бурю» (англ. Donald Trump Is Lyin' Up a Storm).
Бывший директор Федерального Бюро Расследований Джеймс Коми часто беседовал с Трампом, и в своём первом крупном интервью после увольнения он описал Трампа как серийного лжеца, который говорит «непонятную, ненужную» ложь:
Иногда он лжёт очевидным образом, иногда он говорит вещи, о которых мы, возможно, не подозреваем, правдивы или ложны, и тогда есть дистанция между ними ... он тот, кто лжёт—для кого правда не является высокой ценностью.
Комментатор Washington Post Грег Сарджент указал на восемь случаев, когда правительственные чиновники либо повторяли ложь, либо предлагали вводящую в заблуждение информацию, чтобы поддержать ложь, утверждаемую Трампом, включая различные ложные утверждения о том, что террористы пересекают или пытаются пересечь мексиканскую границу, что решение о 10%-ом снижении налогов для среднего класса было принято; а также случай с подделанным видео, оправдывающим удаление журналиста Джима Акоста из пресс-центра Белого дома.
Джеймс П. Пфиффнер, автор серии книг «Эволюционирующее американское президентство», писал, что по сравнению с предыдущими президентами, Трамп говорит «гораздо больше» «обычной лжи», которую политики используют, чтобы избежать критики или улучшить свой имидж. Тем не менее, Пфиффнер подчеркнул, что «самая значительная» ложь Трампа—это «вопиющие ложные утверждения, которые явно противоречат общеизвестным фактам», потому что, вызывая разногласия по поводу фактов, люди не могут должным образом оценить свое правительство: «Тогда арбитром становится политическая власть, а не рациональный дискурс».
Селман Оздан, в журнале Postdigital Science and Education, описывает, что «многие» заявления Трампа в интервью или в Твиттере «теперь могут быть классифицированы как чушь собачья» с их полным пренебрежением к правде и их стремлением рассказать «версию реальности, которая соответствует целям Трампа». Эти заявления «часто» написаны таким образом, что критикуют или издеваются над другими, предлагая вводящую в заблуждение версию достижений Трампа для улучшения его имиджа.

### Определённые темы

#### Люди на инаугурации
Первое президентство Трампа началось с серии лжи, исходящей от самого Трампа. На следующий день после инаугурации он ложно обвинил СМИ в том, что они лгали о численности людей на инаугурации. Затем он преувеличил численность людей, и пресс-секретарь Белого дома Шон Спайсер подтвердил эти утверждения. Когда Спайсера обвинили в намеренном искажении цифр, Келлианн Конвей в интервью Чаку Тодду на NBC защищала Спайсера, говоря, что он просто представил альтернативные факты. Тодд ответил: «Альтернативные факты—это не факты; это ложь».

#### Итоги выборов 2016 года
Далее Трамп заявил, что его победа в коллегии выборщиков была убедительной; что в трёх штатах, в которых он не выиграл на выборах 2016 года, были «серьезные нарушения»; и что Клинтон получила от 3 до 5 миллионов незаконных голосов. В марте 2017 года Трамп выступил с утверждениями о том телефонные разговоры в Башне Трампа прослушиваются; эти утверждения Министерство юстиции опровергало дважды. В январе 2018 года Трамп утверждал, что переписка между сотрудниками ФБР Питером Стрзоком и Лизой Пейдж были равносильны «измене», но The Wall Street Journal просмотрел их и пришел к выводу, что переписка «не содержит доказательств заговора против» Трампа.

#### Увольнение директора ФБР
9 мая 2017 года Трамп уволил Джеймса Коми, директора Федерального бюро расследований, заявив, что он принял рекомендации об увольнении от генерального прокурора США Джеффа Сешнса и заместителя генерального прокурора Рода Розенштейна. В своих письмах ни Трамп, ни Сешнс, ни Розенштейн не упомянули вопрос о расследовании ФБР связей между соратниками Трампа и российскими официальными лицами, а Розенштейн написал, что Коми должен быть уволен за то, как он использовал заключение расследования ФБР по поводу электронной почты Хиллари Клинтон, в то время как Сешнс повторил слова Розенштейна. 11 мая в своём видеоинтервью Трамп сказал: «... независимо от рекомендаций, я собирался уволить Коми ... фактически, когда я просто решил сделать это, я сказал себе, я сказал, вы знаете, что эта история с Трампом и Россией—выдуманная история". 31 мая Трамп написал в Twitter : «Я никогда не увольнял Джеймса Коми из-за России!».

#### Личный юрист
В 2017 году и в первой половине 2018 года Трамп неоднократно хвалил своего личного представителя Майкла Коэна как «великого юриста», «верного, замечательного человека», «хорошего человека» и кого-то, кого Трамп «всегда любил» и «уважал». Во второй половине 2018 года, когда Коэн выступил свидетелем в федеральном расследовании, Трамп начал оскорблять Коэна, называя его «крысой», «слабым и не очень умным человеком» и охарактеризовал Коэна как «пиарщика, выполняющего небольшую юридическую работу, очень небольшую юридическую работу ... Он практически не представлял меня».

#### Теория заговора Spygate
В мае 2018 года Трамп разработал и продвигал ложную теорию заговора Spygate утверждая, что администрация Обамы внедрила шпиона в кампанию Трампа, чтобы помочь Хиллари Клинтон победить на выборах 2016 года.

#### Пожары в Калифорнии в 2018 году
17 ноября 2018 года во время лесных пожаров в Калифорнии в 2018 году, которые в конечном итоге нанесли ущерб на сумму 3,5 миллиарда долларов и убили 103 человека, Трамп исказил данные, когда говорил о методе, который Финляндия использует для борьбы с лесными пожарами. Трамп сказал, что президент Финляндии Саули Ниинистё назвал Финляндию «лесной страной», и что «они тратят много времени на вырубку, уборку и работу, и у них нет никаких проблем». Президент Ниинистё не припомнил, чтобы он упоминал о вырубке лесов Финляндии, скорее, Финляндия использует «хорошую систему и сеть наблюдения». Комментарии Трампа вызвали массу мемов в Финляндии и в Интернете.

#### Расследование Специального прокурора
В марте 2019 года Трамп заявил, что расследование спецпрокурора «незаконно»; ранее, в июне 2018 года, Трамп утверждал, что «назначение Специального прокурора абсолютно НЕКОНСТИТУЦИОННО!». Однако в августе 2018 года Дэбни Фридрих, назначенная Трампом судья окружного суда округа Колумбия, постановила, что это назначение было конституционным; и в феврале 2019 года коллегия из трёх судей Апелляционного суда округа Колумбия также это подтвердила.
В отчёте специального прокурора| Мюллера утверждается, что члены семьи Трампа, сотрудники предвыборной кампании, сторонники-республиканцы, представители администрации и его соратники лгали или делали ложные утверждения, причём, по данным анализа CNN, большое количество лжи исходило от самого Трампа (в основном, когда он был президентом), непреднамеренно или преднамеренно, перед общественностью, Конгрессом и властями.
Также в марте 2019 года, после обнародования отчёта генерального прокурора Уильяма Барра о результатах завершенного расследования специального прокурора, Трамп написал в Твиттере: «Нет сговора, нет препятствий, полное и абсолютное освобождение от ответственности». Тем не менее, Барр процитировал специального прокурора Мюллера, который писал, что «хотя в этом отчёте не делается вывод о том, что президент совершил преступление, он также не освобождает его от ответственности» в отношении того, совершал ли он препятствие правосудию. Барр отказался предъявить президенту обвинение в препятствовании правосудию. Выступая перед Конгрессом в мае 2019 года, Барр сказал, что он «не оправдывал» Трампа за препятствия, поскольку это не входило в обязанности Министерства юстиции.

#### Экономика
В течение первых 28 месяцев пребывания у власти Трамп неоднократно ошибочно характеризовал состояние экономики во время своего президентства как лучшее в американской истории.
По состоянию на март 2019 года наиболее часто повторяемая ложь Трампа, каждая из которых повторялась во время его президентства более ста раз, заключалась в том, что торговый дефицит США будет для страны «убыточным», что снижение налогов было самым большим в американской истории, что экономика была самой сильной за все время его правления, и стена Трампа уже строилась. К августу он делал это последнее заявление по крайней мере 190 раз. Он также сделал 100 ложных заявлений о расходах НАТО, будь то со стороны Соединённых Штатов или других членов НАТО.
Во время предвыборной кампании Трамп утверждал, что под его руководством реальный ВВП США может вырасти на «5 или даже 6» процентов. В течение 2018 года экономика выросла на 2,9%, так же как и в 2015 году при президенте Обаме. По долгосрочным прогнозам Управления Конгресса США по бюджету (CBO) и Федеральной резервной системы после 2019 года рост составит менее 2%. Советники президента Обамы объяснили ограничения роста «вялой производительностью труда и сокращением предложения рабочей силы по мере выхода на пенсию бэби-бумеров».
В октябре 2017 года Трамп заявил, что ликвидирует федеральный долг в течение восьми лет, хотя в то время он составлял 19 триллионов долларов. Однако годовой дефицит (прирост долга) в 2018 году составил почти 800 миллиардов долларов, что примерно на 60% выше того, что прогнозировало CBO (500 миллиардов долларов), когда Трамп вступил в должность. После инаугурации Трампа в 2017 году прогноз прироста долга составлял 9,4 триллиона долларов. Но уже в январе 2019 года в обновлённом прогнозе на период 2018—2027, CBO заявило, что прирост долга увеличится на 40% (до 13 триллионов долларов). По другим прогнозам, увеличение долга за десятилетие составит 16 триллионов долларов, в результате чего общая сумма станет около 35 триллионов долларов. Если предположить, что снижение налогов Трампом для физических лиц продлится после 2025 года, то CBO оценивает показатель соотношения долга к ВВП в 2028 году на уровне 107%; во время президентства Обамы прогноз того же показателя на 2028 год составлял 89%.
Трамп попытался представить свою экономическую политику как успешную в плане поощрения бизнеса к инвестированию в новые объекты и созданию рабочих мест. Ради этого он, ещё до того как стал президентом, несколько раз брал кредит на инвестиции.
Трамп неоднократно заявлял, что бремя его тарифов несут Китай или китайские экспортёры, а не американцы, — заявление, которое организация «PolitiFact» оценила как «ложное». Исследования показывают, что потребители и покупатели импортных товаров в США несут издержки, а тарифы по сути являются регрессивным налогом. Например, в январе 2020 года CBO сообщило, что: «Ожидается, что тарифы приведут к снижению уровня реального ВВП [США] примерно на 0,5 процента и повысят потребительские цены на 0,5 процента в 2020 году. В результате ожидается, что в 2020 году тарифы также снизят средний реальный доход домохозяйств на 1277 долларов (доллары 2019 г.)» Трамп утверждал, что тарифы сократят торговый дефицит, но в 2018 году дефицит вырос до рекордного долларового уровня.
В следующей таблице показаны некоторые ключевые экономические показатели за последние три года администрации Обамы (2014–2016 гг.) и первые три года администрации Трампа (2017–2019 гг.). Трамп часто заявляет, что в экономике дела идут лучше, чем они были до его президентства.
| Показатель                                       | 2014   | 2015   | 2016   | 2017   | 2018   | 2019       |
| ------------------------------------------------ | ------ | ------ | ------ | ------ | ------ | ---------- |
| Президент                                        | Обама  | Обама  | Обама  | Трамп  | Трамп  | Трамп      |
| Рост реального ВВП                               | 2.5%   | 3.1%   | 1.7%   | 2.3%   | 3.0%   | 2.2%       |
| Создание рабочих мест в месяц (тыс.)             | 250    | 227    | 195    | 176    | 193    | 178        |
| Уровень безработицы (декабрь)                    | 5.6%   | 5.0%   | 4.7%   | 4.1%   | 3.9%   | 3.5%       |
| Уровень инфляции (CPI-All, средний)              | 1.6%   | 0.1%   | 1.3%   | 2.1%   | 2.4%   | 1.8%       |
| Реальный средний доход домохозяйств $            | $56969 | $59901 | $61779 | $62626 | $63179 | нет данных |
| Рост реальной заработной платы %                 | 0.4%   | 2.2%   | 1.3%   | 0.4%   | 0.6%   | 1.3%       |
| 30-лет. фиксированная ставка по ипотеке (средн.) | 4.2%   | 3.9%   | 3.7%   | 4.0%   | 4.5%   | 3.9%       |
| Годовой прирост фондового рынка (SP 500) %       | 11.4%  | −0.7%  | +9.5%  | +19.4% | −6.2%  | 28.9%      |
| Дефицит бюджета % ВВП                            | 2.8%   | 2.4%   | 3.2%   | 3.5%   | 3.9%   | 4.6%       |
| Количество незастрахованных (в миллионах)        | 35.7   | 28.4   | 28.2   | 28.9   | 30.1   | 30.4       |
| Дефицит торгового баланса % ВВП                  | 2.8%   | 2.7%   | 2.7%   | 2.8%   | 3.0%   | 2.9%       |

#### Политика разделения семьи
Президент Трамп неоднократно ложно заявлял, что он перенял политику разделения семьи от Обамы, своего предшественника. В ноябре 2018 года Трамп сказал: «Президент Обама разлучил детей с семьями, и всё, что я сделал, это принял тот же закон, а затем смягчил этот закон». В апреле 2019 года Трамп сказал: «Президент Обама разлучил детей. У них было разлучение детей; я был тем, кто изменил это». В июне 2019 года Трамп сказал: «У президента Обамы была политика разделения. У меня её не было. У него она была. Я объединил семьи. Я тот, кто их объединил ... Я перенял разделение, и я изменил план». Утверждение Трампа было ложным, потому что у администрации Обамы не было политики систематического разделения семей мигрантов, а «нулевая терпимость» не применялась до апреля 2018 года. PolitiFact цитирует иммиграционных экспертов, которые заявили, что при администрации Обамы семьи задерживались и отпускались вместе, а разлучение происходило редко.

#### Вторая Статья и неограниченная исполнительная власть
В июле 2019 года, во время выступления с обращением к молодежи на Turning Point USA Teen Student Action Summit в Вашингтоне, Трамп, критикуя расследование Мюллера, ложно утверждал, что Вторая Статья Конституции США гарантирует: «Как президент, я имею право делать всё, что хочу». The Washington Post пояснила, что «Вторая Статья наделяет президента «исполнительной властью». Это не означает, что президент обладает всей полнотой власти».

#### Ураган Дориан
Когда в конце августа 2019 года ураган Дориан приблизился к атлантическому побережью, Трамп заявил, что внимательно следит за ситуацией и подробно писал об этом в Твиттере. По мнению газеты The New York Times, Трамп «взял на себя роль главного метеоролога». 1 сентября Трамп написал в Твиттере, что из-за урагана штат Алабама, наряду с другими штатами, «скорее всего, пострадает (намного) сильнее, чем ожидалось». К тому времени ни один синоптик не сообщал, что ураган Дориан повлияет на Алабаму, и восемь обновлённых прогнозов Национального ураганного центра за предыдущие 24 часа показали, что Дориан держится далеко от Алабамы и движется вверх по атлантическому побережью. Отделение Национальной метеорологической службы (NWS) в Бирмингеме, штат Алабама, опровергло слова Трампа двадцать минут спустя, написав в Твиттере, что Алабама «НЕ увидит никаких ударов Дориана». После того, как корреспондент новостного подразделения ABC News в Белом доме Джонатан Карл сообщил об этом, Трамп написал в Твиттере, что это был «фальшивый отчёт об урагане от легковесного репортёра @jonkarl».

## Достоверность и политика
«То, что политики лгут, уже давно является трюизмом, — написала Кэрол Макгранахан для журнала American Ethnologist в 2017 году. Однако «Дональд Трамп отличается» от других политиков, заявила Макгранахан, сославшись на то, что Трамп является самым «опытным и эффективным лжецом», когда-либо участвовавшим в американской политике. Макгранахан считает, что «сейчас частота, степень и влияние лжи в политике беспрецедентны» из-за Трампа.
Президентский историк Дуглас Бринкли из Университета Райса заявил, что прошлые президенты США действительно «лгали или вводили в заблуждение страну», но никто из них не был «серийным лжецом», как Трамп. В 2019 году Доннел Стерн в журнале Psychoanalytic Dialogues заявил: «Мы ожидаем, что политики будут распространять правду. Но Трамп — совсем другое животное,» потому что Трамп «лжет как политик», и он «скажет что угодно», чтобы удовлетворить своих сторонников или себя.
В 2017 году Хайди Таксдал Скьесет в материале для Института исследований журналистики Reuters, написала, что ложь «всегда была неотъемлемой частью политики и политической коммуникации». Однако Трамп «распространял неправду в беспрецедентных масштабах» по меркам политики США, как во время своей президентской кампании, так и во время своего президентства. Скьесет также отметила, что никто во французской политике не может сравниться с Трампом в его лжи.
«Фальсификации давно стали частью американской политики»,—написала Шерил Гей Столберг в The New York Times в 2017 году, поскольку несколько президентов за предыдущие 50 лет солгали. Столберг процитировала, что Дуайт Эйзенхауэр солгал о сбитом американском самолете-шпионе над Советским Союзом, Линдон Джонсон солгал, чтобы оправдать политику США в отношении Вьетнама, а Билл Клинтон солгал, чтобы скрыть свои сексуальные связи. Между тем, Столберг вспоминает, что Ричард Никсон был обвинен во лжи в Уотергейтском скандале, а Джордж Буш — во лжи о необходимости войны в Ираке (Дональд Трамп был одним из тех, кто обвинял Буша во лжи). Однако Столберг заявляет, что «историки и консультанты обеих политических партий согласны с тем, что президент Трамп, похоже, вывел на совершенно новый уровень то, что писательница Ханна Арендт однажды назвала «конфликтом между истиной и политикой» ... Трамп практически ежедневно пользуется гиперболами, искажениями и выдумками».
Марк Барабак из Los Angeles Times написал в 2017 году, что президенты США «всех мастей» ранее вводили общественность в заблуждение—случайно или «весьма намеренно». Барабак привел примеры Рональда Рейгана, который ложно заявил, что снимал нацистские лагеря смерти, и Барака Обамы, который ложно заявил, что «если вам нравится ваш план медицинского обслуживания, вы можете сохранить его» в соответствии с его Реформой здравоохранения и защиты пациентов в США. Однако Барабак далее заявляет, что «учёные Белого дома и другие исследователи правительства согласны с тем, что никогда не было такого президента, как Дональд Трамп, чей объём лжи, искажений и серийных преувеличений» не имеет себе равных.